# Balfour-nyilatkozat (1917)

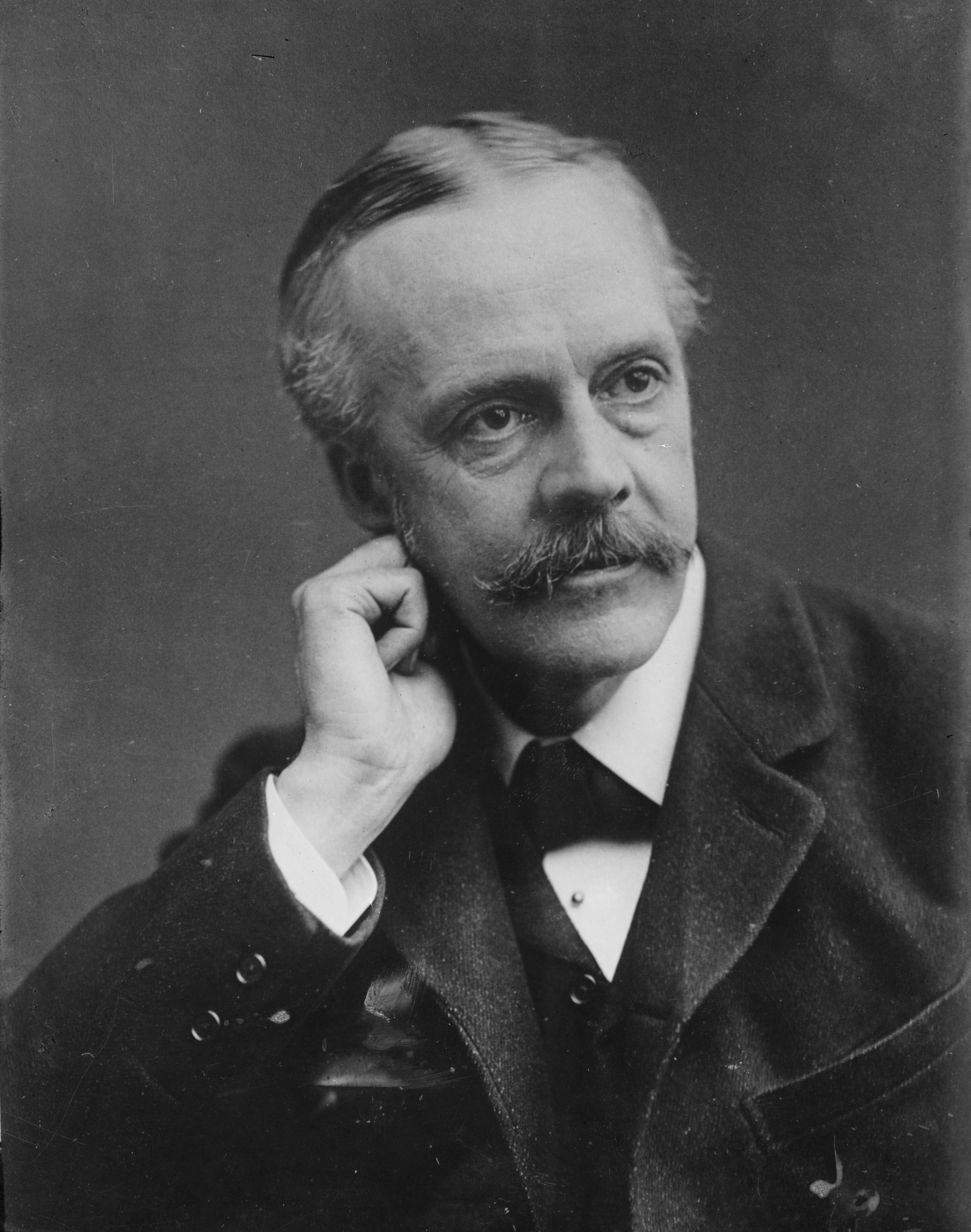
Arthur James Balfour

Az 1917-es Balfour-nyilatkozat egy, a brit kormány nevében Arthur Balfour külügyminiszter által  1917. november 2-án kiadott hivatalos nyilatkozat, amelyben a brit kormány támogatásáról biztosította a cionista zsidó szervezetek abbéli szándékát, hogy Palesztinában  zsidó nemzetállamot hozzanak létre. Palesztina ekkor részleges brit katonai megszállás alatt állt, azonban jogilag az Oszmán Birodalom részét képezte, lakosságának pedig csak elenyészően kis része volt zsidó.
A nyilatkozatot Balfour nyílt levél alakjában Walter Rothschild bankárnak, a Rothschild család brit ága tagjának, a cionista mozgalom lelkes támogatójának címezte, azzal a kéréssel, hogy továbbítsa azt Nagy-Britannia és Írország Cionista Szövetsége (a Cionista Világszervezet brit fiókszervezete) felé. A nyilatkozat szövege 1917. november 9-én megjelent a sajtóban is. 
A Balfour-nyilatkozatot később bejegyezték az Oszmán Birodalommal kötendő (később az Oszmán Birodalom által ugyan aláírt, de soha jóvá nem hagyott) sèvres-i békeszerződés szövegébe és a palesztinai brit mandátumot létrehozó dokumentumokba is. A dokumentum eredeti példánya ma a Brit Nemzeti Könyvtárban található.
Arthur Koestler, a Magyarországon született, világhírű zsidó szép- és közíró az Izrael állam születéséről szóló könyvében ekképp jellemezte a Balfour-nyilatkozatot:
„A cionizmus szörnymozgalmának megjelenése a politika színterén egy sor szörnyreakciót váltott ki. Ennek csúcspontja a híres Balfour-nyilatkozat, minden idők egyik legvalószínűtlenebb politikai dokumentuma. Ebben a dokumentumban egy nemzet ünnepélyesen odaígérte egy második nemzetnek egy harmadik országát.”

## A nyilatkozat szövege

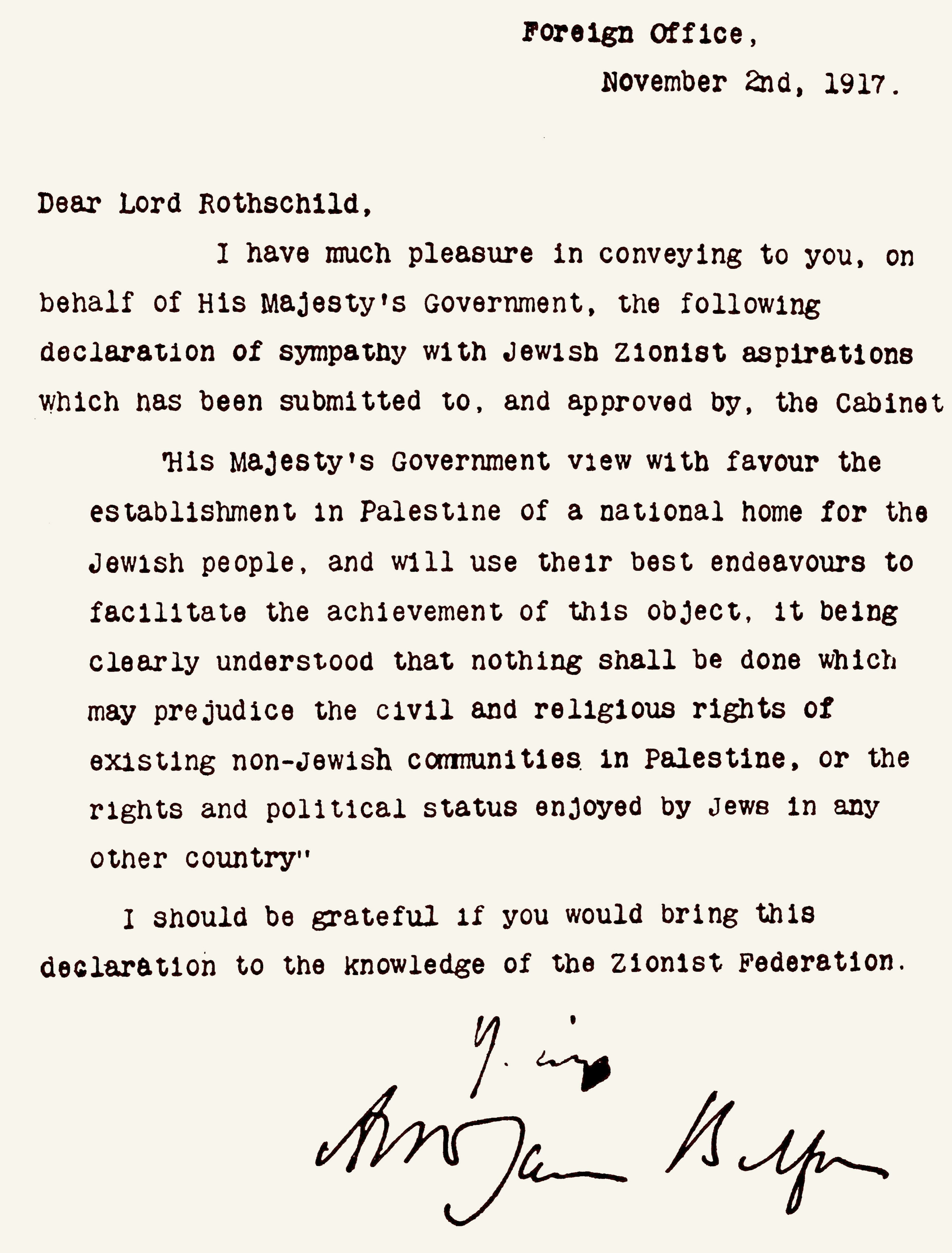
Az eredeti levél

A nyilatkozat levél stílusban íródott, Balfour aláírásával:
Külügyminisztérium
1917. november 2.
Kedves Lord Rothschild!
Nagy öröm számomra, hogy Őfelsége Kormánya nevében továbbíthatom önhöz a zsidó cionista törekvésekkel szimpatizáló alábbi, a Minisztertanácsnak benyújtott és általa jóváhagyott nyilatkozatot.
„Őfelsége Kormánya jóindulatúlag tekint egy zsidó nemzeti haza megteremtésére Palesztinában, és minden tőle telhetőt megtesz e cél elérésének elősegítésére, miközben világosan kell látni, hogy semmi olyan nem tehető, ami csorbítaná a Palesztinában fennálló nem zsidó közösségek polgári és vallási jogait, vagy a zsidók által bármely más országban élvezett jogokat és politikai állást.”
Nagyon örülnék, ha ezt a nyilatkozatot a Cionista Szövetség tudomására hozná.
Szívélyes üdvözlettel:
Arthur James Balfour
A nyilatkozat sokat emlegetett sajátossága, hogy nem említi nevén a palesztinai népesség elsöprő többségét jelentő arabokat, és nem szól politikai jogaik védelméről sem.

## Háttér
Júdea i.sz. 6-tól a Római Birodalom tartománya volt, ezzel megszűnt a Levante területén kisebb-nagyobb megszakításokkal körülbelül az i. e. X. századtól  létező izraelita illetve  zsidó államiság. Hadrianus császár, az utolsó zsidó nemzeti szabadságharc, a Bar Kohba felkelés leverését követően (i. sz. 135), Júdea tartományt és a környező területeket Szíria Palesztina néven szervezte újjá, a zsidóknak pedig megtiltotta a jeruzsálemi letelepedést. Jeruzsálem városa a császár családi nevéről az Aelia Capitolina (isteni Aelius) nevet kapta. A terület eztán évszázadokig viselte a Palesztina nevet, Róma, illetve a Bizánci Birodalom uralma alatt állt egészen az iszlám hódításokig. A zsidó vallás a Római és Bizánci Birodalom területén is a bevett vallások közé tartozott, így követői szabadon gyakorolhatták vallásukat. Virágzó zsidó közösségek éltek a birodalom számos területén.
Palesztina Jeruzsálem ostroma után, 637-ben került a Rásidún kalifák uralma alá és vált az iszlám világ részévé. A muszlimok a zsidókat és keresztényeket egyaránt a könyv népeinek tekintették, akik így megtarthatták vallásukat, saját közösségük ügyeit pedig saját törvényeik szerint intézhették (dzimma). Az arab uralom időszakában gyors akkulturáció és arabizálódás zajlott le a terület népességének körében.
1516-tól Palesztina az Oszmán Birodalom része volt. A muszlim dzimma hagyományát követve az oszmánok meglehetős türelemmel bántak nem muszlim alattvalóikkal. A soknyelvű és felekezetileg is sokszínű Oszmán Birodalom közigazgatásában a vallási felekezetek autonómiát élveztek, belügyeiket saját szokásaik és törvényeik szerint maguk intézhették (millet-rendszer). 
Bár a középkor folyamán Európa több országában kényszerítették a helyi zsidó közösségeket kivándorlásra vagy hitváltásra, illetve korlátozták jogaikat, idővel számos országban teljessé vált a zsidóság emancipációja, a jogegyenlőség elérése. 
A cionisták, a zsidó nacionalizmus hirdetőiként ezt a folyamatot elutasították, mivel meglátásuk szerint ez teljes beolvadáshoz, a zsidóság eltűnéséhez vezet. Herzl Tivadar külön művet szentelt az általa vélt tökéletes megoldásnak; Der Judenstaat című, német nyelvű munkájában arról értekezik, hogy a zsidóság nemzet, amelynek nemzetállamra van szüksége, mégpedig Palesztinában, a zsidóság ősi földjén. Kezdeményezésére hozták létre a Cionista Világszervezetet 1897-ben. A Cionista Világszervezet képviselői eztán számos kísérletet tettek, hogy uralkodóknál és kormányoknál kijárják elképzeléseik támogatását.
Háim Weizmann és Náchum Szokolov végül az első világháború alatt kijárta a brit kormánynál, hogy az nyíltan támogassa a cionisták elképzeléseit. A nyilatkozat megszületésében jelentős szerepet játszott a cionista zsidó politikus Herbert Samuel,  korábbi kormánytag, belügyminiszter is. 1915-ben „Palesztina jövője” (The Future of Palestine) címmel feljegyzést terjesztett a minisztertanács elé, melyben amellett érvelt, hogy Palesztina legyen a Brit Birodalom része, gyarmatként, vagy protektorátusként, lehetővé téve a tömeges zsidó bevándorlást. Azonban Palesztina területére az arabok igényt tartottak saját leendő új országuk részeként, a terület lakosságnak döntő többsége ugyanis muszlim, keresztény és drúz vallású arabokból állt. Ráadásul erre vonatkozóan a britek már ígéretet is tettek Huszein bin Ali mekkai emírnek az 1915-1916-ban zajló McMahon–Huszein-levélváltás során.

## Következmények
A nyilatkozat kiadása és Palesztina brit megszállása nyomán megindult a zsidók tömeges bevándorlása Palesztinába. A zsidó bevándorlás hamar feszültséget szült és elégedetlenséghez vezetett az arab lakosság körében. 
A háború után az antant hatalmai felosztották maguk közt az Oszmán Birodalom területeit. A Levante területe mandátumként került francia és brit fennhatóság alá. Ezt a fennhatóságot a világháború után létrehozott Népszövetség törvényesítette a mandátumrendszer keretében. A népszövetségi mandátumok rendszerét az 1919. június 28-án hatályba lépett Nemzetek Szövetsége Egyezségokmányának 22. cikkelye hozta létre. Így került a terület brit fennhatóság alá, Brit Palesztin Mandátum néven. A brit igazgatás 1920 júliusában kezdődött, a mandátum pedig 1923. szeptember 29-től volt hatályos. A nyilatkozat megszületése körül lelkesen bábáskodó Herbert Samuel lett az ekkor hivatalosan még nem létező Brit Palesztin Mandátum első főbiztosa (high commissioner) 1920. június 1-től. Hivatalát 1925. július 31-ig töltötte be.